# Laurent Gounelle
Laurent Gounelle (Cevenas, 10 de agosto de 1966) es un escritor francés y especialista en desarrollo personal. Autor de cinco novelas que se han convertido en best-seller desde el momento de su publicación.

## Biografía
Laurent Gounelle proviene de una familia de antepasados belgas, holandeses e italianos. Recibe una educación muy estricta que le lleva a su pasión por los libros y la psiquiatría. Finalmente por oposición paterna se gradúa en Ciencias Económicas licenciándose en  1988. Más tarde comienza a trabajar como ejecutivo hasta que llega a una crisis existencial en la que se replantea la vida que está llevando. 
Recupera su pasión por la psiquiatría y comienza a especializarse en psicología y desarrollo personal recorriendo durante 15 años Europa, Estados Unidos y Asia. En el 2006 publica su primera novela El hombre que quería ser feliz  que rápidamente se convierte en un best-seller en Francia y más tarde en otros países. Más tarde publicará dos nuevas novelas, No me iré sin decirte adonde voy y Te llevaré a un lugar donde todo es posible.

## Obras
NOVELAS
| Título                                      | Títulos original                       | Año  |
| ------------------------------------------- | -------------------------------------- | ---- |
| El hombre que quería ser feliz              | L'homme qui voulait être heureux       | 2006 |
| No me iré sin decirte adonde voy            | Les dieux voyagent toujours incognito  | 2010 |
| Te llevaré a un lugar donde todo es posible | Le philosophe qui n'était pas sage     | 2012 |
| Hoy haré del mundo un lugar mejor           | Le jour où j'appris à vivre            | 2014 |
| Encontrarás el tesoro que duerme en ti      | Et trouveras le trésor qui dort en toi | 2018 |